# August Metz

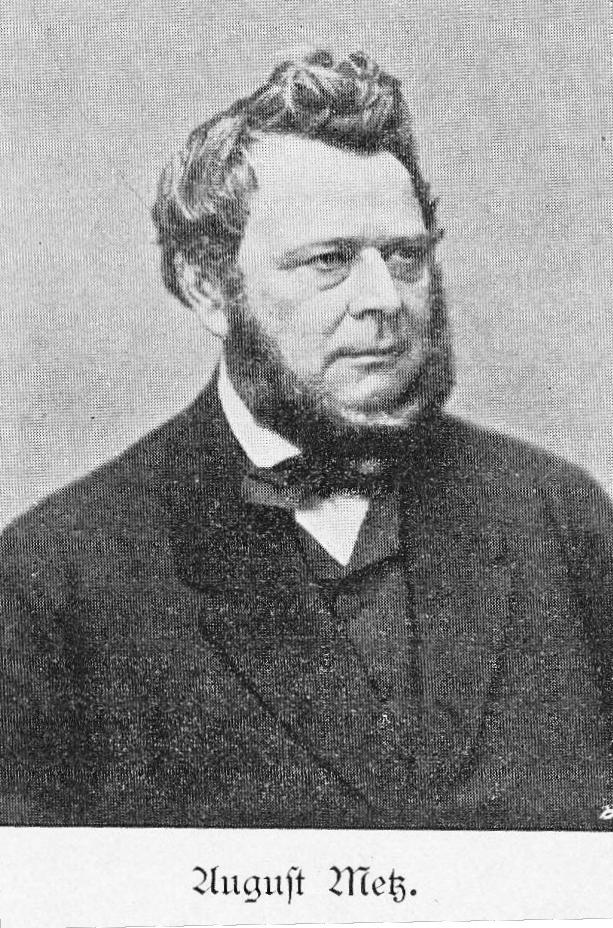

August Joseph Metz (* 20. April 1818 in Dreieichenhain; † 23. Februar 1874 in Darmstadt) war ein deutscher Politiker der Deutschen Fortschrittspartei und Vorsitzender der Nationalliberalen Partei (NLP) in Hessen.

## Leben
August Metz entstammte einer jüdischen Medizinerfamilie in Offenbach am Main. Sein Vater Carl August Metz (1794–1848) war von 1818 bis 1829 praktischer Arzt in Dreieichenhain; der Vater trat später zum Katholizismus über. Am 21. August 1848 heiratete er in Darmstadt Caroline Helene Emilie Boetticher (1824―1889). Aus der Ehe gingen die Söhne August (1849–1920, Abgeordneter), Wilhelm (1856–1913, Bergwerksdirektor), Adolf (Amtsrichter), Ernst (Justizrat) und Hermann (Geheimer Justizrat) hervor. Augusts Bruder Ignatz (1829–1909) war Politiker und Abgeordneter.
August Metz besuchte Schulen in Walldürn und Darmstadt und studierte ab 1836 Rechtswissenschaft an der Ruprecht-Karls-Universität Heidelberg und der Hessischen Ludwigs-Universität Gießen. 1840 wurde er Mitglied des neu konstituierten Corps Starkenburgia. Nach Beendigung seiner Studien ließ er sich als Hofgerichtsadvokat in Darmstadt nieder.

## Politische Arbeit
August Metz machte sich zuerst beim Ausbruch der Märzrevolution 1848 als politischer Redner einen Namen. Von 1850 bis 1856 und von 1862 bis zu seinem Tod war er Mitglied der Hessischen Zweiten Kammer.
1859 war er einer der Gründer des Deutschen Nationalvereins und wirkte unablässig für das Ziel desselben durch seine begeisternden Reden auf unzähligen Versammlungen im ganzen Deutschen Bund. Er gründete in Hessen die Deutsche Fortschrittspartei, gründete die Hessische Landeszeitung und die Mainzeitung als ihre Organe und verschaffte ihr seit den Wahlen von 1862 durch seine überzeugende Öffentlichkeitsarbeit den dauernden Sieg und die Mehrheit in der Kammer. Gemeinsam mit Friedrich Dernburg, dem zweiten bedeutenden Führer der Hessischen Fortschrittspartei dieser Zeit, bekämpfte er das autoritäre und partikularistische Regime des Ministerpräsidenten Reinhard von Dalwigk. 1866 beantragte er als Präsident des Finanzausschusses die Verweigerung der Geldmittel für den Krieg gegen Preußen.
Nach der Aufspaltung der Fortschrittspartei wurde er gemeinsam mit Friedrich Oetker Vorsitzender der Nationalliberalen Partei (NLP) im Großherzogtum Hessen. Im Februar 1868 wurde er als Abgeordneter des Wahlkreises Bingen-Alzey in den Reichstag (Norddeutscher Bund) und das Zollparlament gewählt.
Nach der Deutschen Reichsgründung wurde die NLP mit Metz an der Spitze bei der Reichstagswahl 1871 im Großherzogtum Hessen und in der preußischen Provinz Hessen-Nassau stärkste politische Kraft. Metz war daraufhin Mitglied des ersten deutschen Reichstags (Wahlkreis Bingen-Alzey).
August Metz starb im Februar 1874 in Darmstadt an einem Herzinfarkt. Metz war seit 1848 mit Caroline Bötticher (1824–1889) verheiratet. Aus der Ehe sind sechs Söhne hervorgegangen.

## Ehrungen

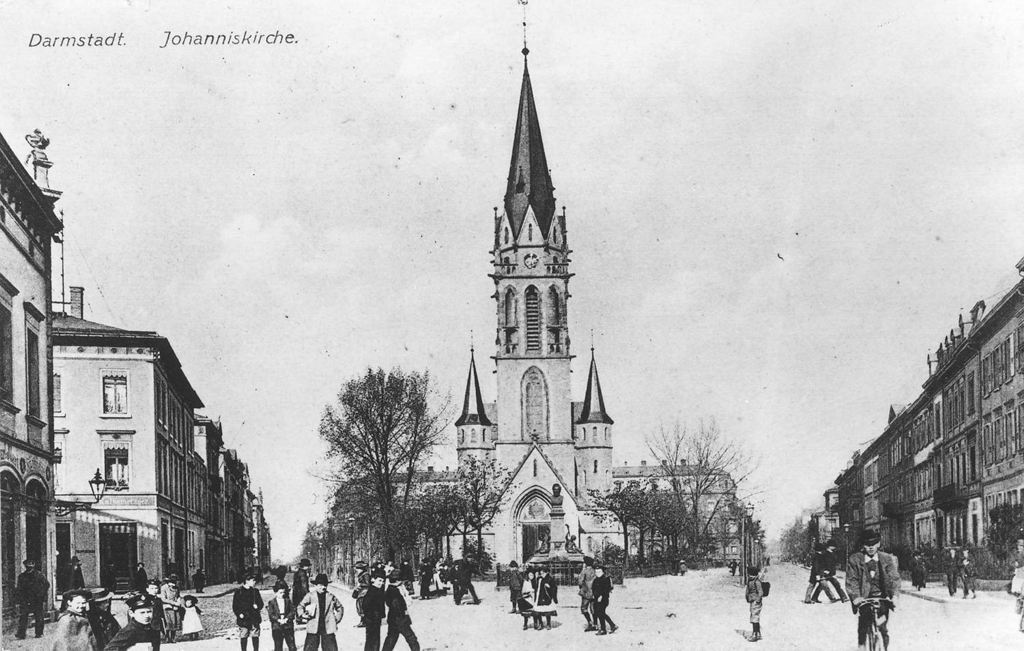
Johannesplatz mit Johanniskirche in Darmstadt um 1900. Direkt vor der Kirche steht das Denkmal von August Metz, geschaffen vom Münchner Bildhauer Benedikt von König (1848–1906).

Nach Metz sind eine Reihe von Straßen benannt, z. B. der August-Metz-Weg in Darmstadt. Der Bildhauer Benedikt von König (1842–1906) schuf 1879 für Darmstadt ein von Pelargus ausgeführtes Denkmal mit der Büste des Politikers, das seinen Platz vor der Johanneskirche fand. Wegen Metz’ jüdischer Abstammung wurde es 1940 eingeschmolzen. Am 9. April 2015 wurde eine bronzene Gedenktafel für August Metz auf dem Johannesplatz in den Boden eingelassen.